# Love Song (阿兰·达瓦卓玛专辑)
《Love Song》是中国歌手阿兰·达瓦卓玛（alan）的第三张中文专辑。

## 收录歌曲
1. 〜水晶莲〜 intro
  - 作曲：刘洲　編曲：刘洲　制作人：刘洲
2. 凤凰
  - 作詞：曹兰笛　作曲：刘昊　制作人：曹兰笛
3. 以爱相宜
  - 作詞：沈松　作曲：胡彦斌　編曲：彭飞　制作人：胡彦斌
4. Love Song
  - 作詞：曹兰笛　作曲：李悦朗
5. Lan Lan
  - 作詞：苟庆　作曲：刘洲
6. 长大
  - 作詞：沈松　作曲：崔迪　編曲：万家铭　制作人：崔迪
7. 我回来了
  - 作詞：王雅君　作曲：林俊傑
8. 孤独的天份
  - 作詞：许哲佩　作曲：许哲佩　編曲：洪敬尭
9. 经过南青山
  - 作詞：方文山　作曲：袁惟仁　編曲：蔡科俊　制作人：袁惟仁
10. 窗外
  - 作詞：曲世聪　作曲：曲世聪　編曲：曲世聪　制作人：曲世聪
11. Baby Baby
  - 作詞：王海涛 作曲：曲世聪　編曲：曲世聪
12. Love Song 〜きっともう一度〜 (Japanese Version)
  - 作詞：中山邦夫　作曲：李悦朗　編曲：张彧　制作人：中山邦夫、曹兰笛